# Dietrich Hermann Hegewisch
Dietrich (Diederich) Hermann Hegewisch (* 15. Dezember 1740 in Quakenbrück; † 4. April 1812 in Kiel) war ein deutscher Historiker.

## Leben
Hegewischs Eltern waren der Glasermeister Hermann Caspar Hegewisch (1709–1788) und dessen Ehefrau Cünna Hilena, geborene Bahlmann. Der Sohn besuchte zunächst die örtliche Lateinschule und anschließend das Ratsgymnasium Osnabrück.
Am 30. April 1759 immatrikulierte sich Dietrich Hermann Hegewisch in Göttingen. Dort studierte er zunächst Theologie und Philologie, Letzteres bei Johann Matthias Gesner, wandte sich aber bald vor allem der Geschichte und ihren Hilfswissenschaften zu, vor allem der Diplomatik.
Eine erste Anstellung fand er von 1763 bis 1768 als Erzieher und Sekretär der Bankiersfamilie Seyler in Hamburg und der Apothekerfamilie Andreae in Hannover. Anschließend war er bis 1774 in Hamburg als Hofmeister des jungen Grafen Ernst Heinrich von Schimmelmann tätig, verbrachte jedoch auch viel Zeit in Halle, dem Studienort der Schimelmann-Söhne. 1770 wurde er in der Hamburger Loge Zu den drei Rosen Freimaurer. 1774 war er in Kopenhagen, weil er dort Aussicht auf einen Posten als Sekretär der Deutschen Kanzlei hatte. Von 1774 an arbeitete er zudem als Zeitungsredakteur in Hamburg und in Altona, arbeitete aber vor allem als Privatgelehrter. Er bereiste die Niederlande, die Schweiz, Dänemark und Schweden.
Aufgrund seiner Arbeiten zur Geschichte in der Zeit der Merowinger und der Karolinger sowie seiner guten Verbindungen in Gelehrten- und Politikerkreise wurde Hegewisch 1780 auf die außerordentliche und 1782 auf die ordentliche Professur der Geschichte an der Universität Kiel berufen. Seine Werke als Historiker wurden ins Französische, Englische, Dänische und Schwedische übersetzt. 1798 wählte die Königlich Dänische Akademie der Wissenschaften Dietrich Hermann Hegewisch zum Mitglied. 1805 wurde er zum dänischen Etatsrat ernannt. Seit 1808 war er auswärtiges Mitglied der Bayerischen Akademie der Wissenschaften. 1809 erhielt er für seine wissenschaftliche Arbeit den Dannebrogorden IV. Klasse.
1783 heiratete Hegewisch Benedicta Elisabeth Kramer (1761–1809). Sein Sohn Franz Hermann Hegewisch war ein bekannter Publizist und Politiker. Die 1795 geborene Tochter Julie heiratete 1817 den Historiker und Politiker Friedrich Christoph Dahlmann.

## Werk
Hegewisch befasste sich in erster Linie mit der Zeit der Karolinger und der Ottonen. Darüber hinaus befasste er sich mit der Regionalgeschichte Norddeutschlands und Nordeuropas, aber auch mit Kaiser Maximilian I., der Alten Geschichte. Einzelne Veröffentlichungen behandelten aber auch die Geschichte vieler anderer europäischer Territorien und auch Syriens. Darüber hinaus thematisierte er in eher juristisch ausgerichteten Abhandlungen Wirtschafts- und Währungsfragen, den Zusammenschluss verschiedener Staaten, Kriegsrecht, Toleranz und Leibeigenschaft. Auch ein Gedicht, ein Trauerspiel, ein anonym erschienener Roman und Sammlungen protestantischer Predigten lassen sich ihm zuordnen.
Er war einer der frühen Vertreter der Idee einer europäischen Einigung, für die er sich ein Modell vorstellte, das den frühneuzeitlichen Personalunionen ähnelte. Unter den verschiedenen Vertretern des europäischen Vereinigungsgedankens war er einer der wenigen, der sich intensiv mit der finanzpolitischen Dimension auseinandersetzte. Er schlug die Festlegung der verschiedenen Münzsorten auf einheitliche Werte vor. Félix Esquirou de Parieu, der die Lateinische Münzunion wesentlich vorantrieb, berief sich dabei unter anderem auf Hegewisch.

## Schriften
- Versuch einer Geschichte Kayser Karls des Grossen. Weygand, Leipzig 1777.
- Geschichte der fränkischen Monarchie von dem Tode Karls des Grossen bis zu dem Abgange der Karolinger. Carl Ernst Bohn, Hamburg und Kiel 1779.
- Geschichte der Deutschen von Konrad dem Ersten bis zu dem Tode Heinrichs des Zweyten. Carl Ernst Bohn, Hamburg und Kiel 1781.
- Geschichte der Regierung Kaiser Maximilians des Ersten. Carl Ernst Bohn, Hamburg und Kiel 1782.
- Charakter- und Sittengemälde aus der deutschen Geschichte des Mittelalters. 1784.
- Kleine Schriften, Flensburg, Leipzig, 1786.
- Allgemeine Uebersicht der deutschen Kulturgeschichte, bis zu Maximilian dem Ersten, Ein Anhang zur Geschichte dieses Kaisers. Hamburg 1788.
- Historische, Philosophische und Literärische Schriften, 2 Bände. Carl Ernst Bohn, Hamburg 1793.
- Schleswigs und Holsteins Geschichte unter dem Könige Christian IV und den Herzogen Friedrich II, Philipp, Johann Adolf und Friedrich III oder von 1588 bis 1648. Carl Ernst Bohn, Kiel 1801 (ist als deren Band 3 die Fortsetzung von: Wilhelm Ernst Christiani: Geschichte der Herzogthümer Schleswig und Hollstein unter dem Oldenburgischen Hause und im nähern Verhältnisse gegen die Krone Dännemark).
- Schleswigs und Holsteins Geschichte unter den Königen Friedrich III und Christian V und unter den Herzogen Friedrich III und Christian Albrecht oder vom Jahre 1645 bis 1694. Carl Ernst Bohn, Kiel 1801 (ist als deren Band 4 die Fortsetzung von: Wilhelm Ernst Christiani: Geschichte der Herzogthümer Schleswig und Hollstein ...).
- Geographische und historische Nachrichten, die Colonieen der Griechen betreffend, 2 Bände. Johann Friedrich Hammerich, Altona 1808 und 1811.